# Ozarba punctigera
Ozarba punctigera là một loài bướm đêm trong họ Noctuidae.